# Croton thellungianus
Croton thellungianus är en törelväxtart som först beskrevs av Wilhelm Guillermo Gustav o Franz Francis Herter och José Arechavaleta, och fick sitt nu gällande namn av Radcl.-sm. och Rafaël Herman Anna Govaerts. Croton thellungianus ingår i släktet Croton och familjen törelväxter. Inga underarter finns listade i Catalogue of Life.